# Bão Mirinae (2016)
Mirinae (Tiếng Anh: Severe Tropical Storm Mirinae [tạm dịch: bão nhiệt đới dữ dội Mirinae], Việt Nam gọi là bão số 1 năm 2016) là một xoáy thuận nhiệt đới ảnh hưởng đảo Hải Nam, Trung Quốc và miền Bắc Việt Nam vào cuối tháng 7 năm 2016. Đây là cơn bão thứ ba được đặt tên trong mùa bão Tây Bắc Thái Bình Dương 2016, Mirinae hình thành vào ngày 25 tháng 7 năm 2016 là áp thấp nhiệt đới ở phía Tây Luzon, Philippines. Vào ngày 26 tháng 7, nó di chuyển theo hướng Tây Tây Bắc và mạnh lên thành bão nhiệt đới trước khi đổ bộ vào đảo Hải Nam, Trung Quốc. Sau khi suy yếu khi đi qua Hải Nam, nó mạnh lên trở lại và đổ bộ vào đồng bằng sông Hồng thuộc miền Bắc Việt Nam vào cuối ngày 27 tháng 7 và tan vào ngày hôm sau. Cường độ và tác động thật sự của cơn bão này là một chủ đề gây tranh cãi cho ngành khí tượng quốc tế.
Tại Hải Nam, thiệt hại kinh tế lên tới 56,9 triệu USD. Tại Việt Nam, bão đã khiến 5 người thiệt mạng và 2 người mất tích. Thiệt hại nghiêm trọng về cơ sở hạ tầng đã được báo cáo ở miền Bắc Việt Nam, trong đó đường dây điện bị hư hại gây mất điện và cắt điện ở một số khu vực. Mirinae còn đánh chìm 12 chiếc thuyền, 2.984 ngôi nhà bị thiệt hại hoàn toàn; hơn 34.000 cây xanh bị gãy, đổ; hơn 30 000 cột điện bị đổ, gãy; hơn 370.000 đường dây điện bị đứt. Tổng thiệt hại ở Việt Nam lên tới 323,9 triệu USD.
Tên Mirinae (phiên âm Mirinae:[mi.ɾi.nɛ̝]) do Hàn Quốc đề cử và nghĩa của nó là Thiên Hà.

## Lịch sử khí tượng
Mirinae lần đầu tiên được ghi nhận là áp thấp nhiệt đới vào ngày 25 tháng 7, khi nó di chuyển ngoài khơi bờ biển phía tây Luzon trên Biển Đông, cách quần đảo Hoàng Sa khoảng 300 km (185 dặm) về phía đông.  Trung tâm hoàn lưu mực thấp được xác định rõ ràng của hệ thống nằm trong một môi trường rất thuận lợi để phát triển hơn nữa, với  gió đứt dọc thấp và nhiệt độ bề mặt nước biển rất ấm.  Cuối ngày hôm đó, Trung tâm Cảnh báo Bão Liên hợp (JTWC) đã đưa ra khuyến cáo về hệ thống và phân loại nó là áp thấp nhiệt đới 05W, khi nó di chuyển theo hướng tây bắc dọc theo ngoại vi của một dải áp cao cận nhiệt đới. Trong ngày hôm sau, khi hệ thống di chuyển theo hướng Tây Tây Bắc, nó tiếp tục mạnh lên thành bão và được Cục Khí tượng Nhật Bản (JMA) đặt tên là Mirinae. Lúc đó, Trung tâm Dự báo Khí tượng Thủy văn Quốc gia (NCHMF) cũng cho biết áp thấp nhiệt đới mạnh lên thành bão, gọi là bão số 1, dự báo rằng khả năng cao bão sẽ đổ bộ vào Hải Phòng-Quảng Ninh. Mirinae sau đó suy yếu đôi chút khi đổ bộ vào đất liền gần Vạn Ninh vào cuối ngày hôm đó và đi qua đảo Hải Nam, trước khi mạnh lên trở lại khi di chuyển vào Vịnh Bắc Bộ. Tại thời điểm này, NCHMF đã điều chỉnh đường đi dự báo lệch về phía Nam so với dự báo trước đó. Hệ thống này được JMA phân loại là bão nhiệt đới dữ dội trong chiều 27 tháng 7, ước tính rằng Mirinae đã đạt đỉnh với tốc độ gió duy trì là 100 km/h (55 kt). Đường đi của bão tiếp tục lệch về phía Nam so với dự báo của NCHMF và bão sau đó đổ bộ vào đất liền Nam Định - Ninh Bình vào cuối ngày hôm đó. NCHMF cho rằng bão mạnh cấp 12 theo thang Beaufout (tức là từ 118 km/h đến 133 km/h) lúc mạnh nhất và đổ bộ, dựa trên số liệu quan trắc cho thấy một loạt các trạm ven biển đo được gió mạnh cấp 10-12 giật đến cấp 15, mặc dù tại thời điểm bão đang hoạt động thì NCHMF cho rằng bão mạnh cấp 9-10 giật cấp 10-13. JTWC cho rằng bão đổ bộ vào Nam Định và đạt sức gió duy trì 1 phút là 120 km/h (65 kt), tương đương với bão cấp 1 và bão đạt cực đại ngay trên đất liền. Trị số khí áp thấp nhất quan trắc được trong bão tại trạm Văn Lý (Nam Định) là 985,8 hPa. Mirinae sau đó suy yếu dần ở miền Bắc Việt Nam, tan ở phía Bắc Hà Nội.

## Chuẩn bị và ảnh hưởng

### Trung Quốc
Trong ngày 26 tháng 7, Tín hiệu bão số 1 đã được Đài Thiên văn Hồng Kông và Cục Khí tượng và Địa vật lý Macao phát đi cho các đặc khu hành chính của Trung Quốc là Hồng Kông và Ma Cao. Trung tâm Khí tượng Quốc gia Trung Quốc ban hành cảnh báo xanh về bão nhiệt đới. Hơn 25.000 tàu cá ở Hải Nam quay trở lại bến cảng trước bão. Tất cả các tàu chở khách qua eo biển Quỳnh Châu, giữa Hải Nam và tỉnh Quảng Đông, đã bị đình chỉ vào ngày 26 tháng 7. Bão nhiệt đới Mirinae đổ bộ vào trấn Đông Úc, thành phố Vạn Ninh lúc 22:20 chiều ngày 26 tháng 7, sức gió ước tính lên tới 100 km/h (cấp 10) tại Hải Nam. Trên đất liền đảo Hải Nam, tốc độ gió duy trì 99 km/h và giật tới 113 km/h (gió cấp 10 giật cấp 11) đã được ghi nhận tại trấn Vạn Thành ở Vạn Ninh. Ngoài ra, đảo Bạch An gần bờ Vạn Ninh ghi nhận gió giật 134 km/h (cấp 13). Tổng lượng mưa do bão từ ngày 26 đến 30 tháng 7 tại phía Nam Hải Nam phổ biến từ 100–250 mm, riêng tại huyện Lăng Thủy lượng mưa từ 300–450 mm; các nơi khác ở Hải Nam, phía Nam Quảng Tây, phía Nam và vùng Trung Bộ Vân Nam phổ biến từ 50–100 mm, có nơi cao hơn 150 mm. Một người phụ nữ mang thai bị mắc kẹt và sinh con ngay trên đảo, máy bay trực thăng đã tới để đưa sản phụ về bệnh viện ở Tam Á. Tại Vạn Ninh đã ghi nhận một số thiệt hại do gió và mưa bão như cây cối bị đổ và bật gốc, cành cây bị gãy, một số lan can đường bị đổ và tại thị trấn nơi bão đổ bộ đã bị mất điện. Mặc dù đã có thiệt hại nhỏ do bão nhưng trong bối cảnh tổng lượng mưa giai đoạn đầu năm thấp hơn trung bình nhiều năm và hạn hán xảy ra ở Hải Nam, lượng mưa do bão đã giúp tình hình hạn hán ở Hải Nam được giảm bớt và các hồ chứa đã tích lũy thêm được lượng nước. Thiệt hại kinh tế ở Hải Nam lên tới 380 triệu Nhân dân tệ (56,9 triệu USD).

### Việt Nam
Ngày 27 tháng 7, Phó Thủ tướng Chính phủ Trịnh Đình Dũng đi kiểm tra công tác chuẩn bị cho ảnh hưởng của bão tại Thái Bình và Hải Phòng.  Trước khi đổ bộ vào đất liền bão đã gây ra ảnh hưởng tới đảo Bạch Long Vĩ, tại một trạm khí tượng (độ cao vườn khí tượng là 63m so với mực nước biển) trên đảo này đã quan trắc được gió mạnh 108 km/h, giật 137 km/h (cấp 11 giật cấp 13). Vào cuối ngày 27 tháng 7, Bão Mirinae đã đổ bộ vào vùng đồng bằng sông Hồng của Việt Nam gây gió mạnh cấp 10-12 giật cấp 13-15 tại một số nơi ở trên địa bàn các tỉnh thành Thái Bình, Nam Định, Ninh Bình và đảo Hòn Dáu (Hải Phòng). Gió mạnh nhất quan trắc được ghi nhận ở Ba Lạt (tỉnh Thái Bình) với tốc độ gió mạnh 126 km/h và gió giật 169 km/h (cấp 12 giật cấp 15); tại Văn Lý (Nam Định) ghi nhận gió mạnh 119 km/h, giật 144 km/h (cấp 12 giật cấp 13); các trạm quan trắc khác tại thành phố Thái Bình, Ninh Bình và đảo Hòn Dáu đo được gió mạnh cấp 11 và gió giật từ cấp 12 đến cấp 13; trạm Phú Lễ (Nam Định) ghi nhận gió mạnh cấp 10; các trạm tại thành phố Nam Định và Phủ Lý (Hà Nam) có gió mạnh từ cấp 7 đến cấp 8 và gió giật cấp 12. Gió giật cấp 8-9 đã được ghi nhận ở Hà Nội. Bão gây gió mạnh kéo dài gần như suốt đêm mà nguyên nhân được Trung tâm Dự báo Khí tượng Thủy văn Quốc gia chỉ ra là do bão di chuyển chậm hơn, có lúc không di chuyển khi bão đi đến vùng bờ biển tỉnh Nam Định. Ngoài ra, trong cơn bão này có kèm thêm hiện tượng sấm, sét. Bão Mirinae đã gây ra mưa lớn trên diện từ đêm ngày 27 tháng 7 đến ngày 29 tháng 7 tại nhiều nơi thuộc miền Bắc Việt Nam, với lượng mưa phổ biến từ 100–200 mm, có nơi cao hơn với lượng từ 200–300 mm, cao nhất ghi nhận được là tại Chi Nê (Hòa Bình) với lượng mưa là 299 mm. Cơn bão đã khiến 5 người thiệt mạng và 2 người khác mất tích. Bão cũng gây thiệt hại nặng cho nông nghiệp với gần 19.000 ha lúa và gần 18.000 ha hoa, rau màu bị thiệt hại hoàn toàn. Mirinae cũng gây thiệt hại cho 1.302 phương tiện khai thác thủy, hải sản; trong đó có 91 tàu cá bị chìm hoặc hư hại. Có 2.984 ngôi nhà bị thiệt hại hoàn toàn; hơn 34.000 cây xanh bị gãy, đổ. Tác động của bão đã gây ra nhiều sự cố lưới điện như các cột điện và đường dây điện bị hư hại. Nhiều nơi ở Thái Bình, Nam Định, Ninh Bình, Hà Nam và một số khu vực khác bị mất điện. Có hơn 30.000 cột điện bị đổ, gãy; hơn 370.000 đường dây điện bị đứt; bão gây ra thiệt hại hơn 384 tỷ đồng cho EVN. Tổng thiệt hại ở Việt Nam lên tới 7.229 tỷ đồng (323,9 triệu USD).

### Các nơi khác
Mirinae còn gây mưa lớn, lũ quét và lở đất ở một số tỉnh miền Bắc và miền Trung Lào và Thái Lan.

## Nhận xét và tranh cãi
Các bản tin dự báo của Việt Nam được cho là đã đánh giá quá thấp cơn bão vào thời điểm đó, đã tạo ra tranh cãi lớn về dự báo và nhận định về bão. Bản tin đầu tiên về bão nhận định khả năng cao bão sẽ đổ bộ vào Hải Phòng-Quảng Ninh. Các bản tin đêm ngày 26 tháng 7, lúc sáng và chiều ngày 27 tháng 7 điều chỉnh dự báo đường đi và khu vực đổ bộ lệch về phía Nam, khẳng định bão sẽ đổ bộ gây gió mạnh cấp 8-9 trên đất liền. Một vài lãnh đạo và người dân địa phương ở một số tỉnh thành đều cho rằng trung tâm khí tượng đưa tin sai về cường độ, cấp gió, thời gian và địa điểm ảnh hưởng; họ cho rằng bão mạnh hơn, gây gió mạnh kéo dài khiến họ bất ngờ trở tay không kịp, một số người dân cảm thấy bức xúc trong dự báo bão. Chủ tịch UBND tỉnh Thái Bình nhận định bão gây gió mạnh cấp 10- 11, giật cấp 12-13 tại Thái Bình, còn chủ tịch UBND tỉnh Nam Định cho rằng bão gây gió giật cấp 12, cấp 13 tại Nam Định và là cơn bão lớn nhất đổ bộ vào tỉnh này kể từ năm 1986. Ông Lê Minh Tuấn khi đó là Phó Tổng giám đốc Công ti Điện lực miền Bắc cho rằng ảnh hưởng của cơn bão là lớn hơn so với năm 2012, ngành điện bị thiệt hại nặng là do dự báo bão bị sai về cường độ gió, hướng đi và tốc độ di chuyển của bão.
Trung tâm Dự báo Khí tượng Thủy văn Quốc gia lúc đó cho rằng bão chỉ mạnh cấp 9-10 giật cấp 10-12, sau tăng lên cấp 10-13 và dự báo bão sát với thực tế và sát với dự báo quốc tế. Ông Hoàng Đức Cường, Giám đốc Trung tâm Dự báo Khí tượng Thủy văn Quốc gia và Đại diện Cục tìm kiếm Cứu nạn cho biết dự báo cơ bản sát với thực tế, dự báo khu vực đổ bộ tuy có sự thay đổi nhưng tương đối sớm, càng về sau dự báo càng chính xác. Ông Lê Thanh Hải, khi đó là Phó Tổng Giám đốc Trung tâm Dự báo Khí tượng Thủy văn Quốc gia cũng cho rằng bão mạnh cấp 9-10, ông nói với phóng viên báo Dân Trí tại một cuộc họp sau bão tan:
| “                                                                              | Đây là cơn bão đầu tiên của năm 2016, di chuyển không ổn định, khi vào gần bờ biển Thái Bình – Ninh Bình bão di chuyển chậm, có thời điểm vài ba giờ hầu như không di chuyển nên gây gió mạnh kéo dài gần như suốt đêm 27 tháng 7 cho khu vực này. Vì vậy, ở các tỉnh Thái Bình, Nam Định và Ninh Bình đã có gió mạnh cấp 8-9, vùng ven biển cấp 10, gió giật mạnh cấp 10-13 như Văn Lý (Nam Định), Ba Lạt (Thái Bình); các nơi khác ở ven biển và đồng bằng Bắc Bộ có gió mạnh cấp 6-7, giật cấp 8-10; ở Hà Nội có gió giật mạnh cấp 8, riêng Hà Đông có gió giật mạnh cấp 9. | ” |
| — Lê Thanh Hải, Phó Tổng Giám đốc Trung tâm Khí tượng Thủy văn Quốc gia (2016) | |   |

Khoảng 1 tuần sau đó, ông Lê Thanh Hải tiếp tục nhận lời phỏng vấn từ phóng viên báo Nhân Dân, ông nói rằng khả năng và công nghệ dự báo của Việt Nam thuộc loại trung bình khá trong khu vực, mặc dù việc dự báo còn "thủ công" hay chưa được tự động hoá, mạng lưới quan trắc thưa thớt và nhiều hạn chế khác.
Thủ tướng Chính phủ Việt Nam khi đó là ông Nguyễn Xuân Phúc đến tỉnh Nam Định để kiểm tra và chỉ đạo khắc phục hậu quả, đã đề nghị Bộ Tài nguyên và Môi trường Việt Nam "rút kinh nghiệm sâu sắc" do dự báo bão không chính xác.
| “                                                                  | Tôi cũng thẳng thắn nói rằng ngành Tài nguyên Môi Trường, Khí tượng Thủy văn lưu ý dự báo cả hướng bão, cấp bão cần rút kinh nghiệm sâu sắc về dự báo của bão số 1 vừa qua. Cần tổng hợp nhiều nguồn thông tin và phân tích cụ thể với tinh thần trách nhiệm cao nhất để giảm thiệt hại cho nhân dân. Cái việc mà chúng ta giáo dục, phổ cập truyền thông để nhân dân, để người ta có nhận thức tốt đề cao cảnh giác (trên) tinh thần bốn tại chỗ phải được quán triệt tốt hơn... | ” |
| — Thủ tướng Chính phủ Việt Nam Nguyễn Xuân Phúc nhiệm kì 2016-2021 | |   |

Ngoài diễn biến bão được cho là bất ngờ và mạnh hơn dự báo, tâm lý phòng chống bão của người dân được cho là có chủ quan, chính quyền địa phương cũng được cho là có phần trách nhiệm khi thiếu sự quyết liệt trong việc sơ tán và cưỡng chế sơ tán người dân ra khỏi nơi nguy hiểm. Ông Trịnh Đình Dũng nhận xét công tác phòng chống bão tại địa phương còn "thụ động" và "trông chờ sự chỉ đạo từ trên".
Sau mùa bão 2016, đến quý I năm 2017, Tổng Cục Khí tượng Thủy văn phát hành "Đặc điểm Khí tượng Thủy văn năm 2016" đã đánh giá và tổng hợp lại số liệu quan trắc liên quan tới cơn bão này, đánh giá chính thức cho thấy bão mạnh cấp 12.

### Bão tại miền Bắc
- Bão gây gió mạnh cấp 12: Bão Wayne (1986), Bão Damrey (2005), bão Sơn Tinh (2012).
- Bão gây ra gió mạnh cấp 13: Bão Vera (1983).
- Bão gây ra gió mạnh từ cấp 14 trở lên: Bão Wendy (1968).

### Những cơn bão với dự báo sai số lớn đáng chú ý
- Trên biển Đông: Bão Durian (2006), Bão Ketsana (2009), Bão Sơn Tinh (2012)
- Khu vực khác: Bão Otis (2023), Bão Debby (2012)